# Peter Theodoricus

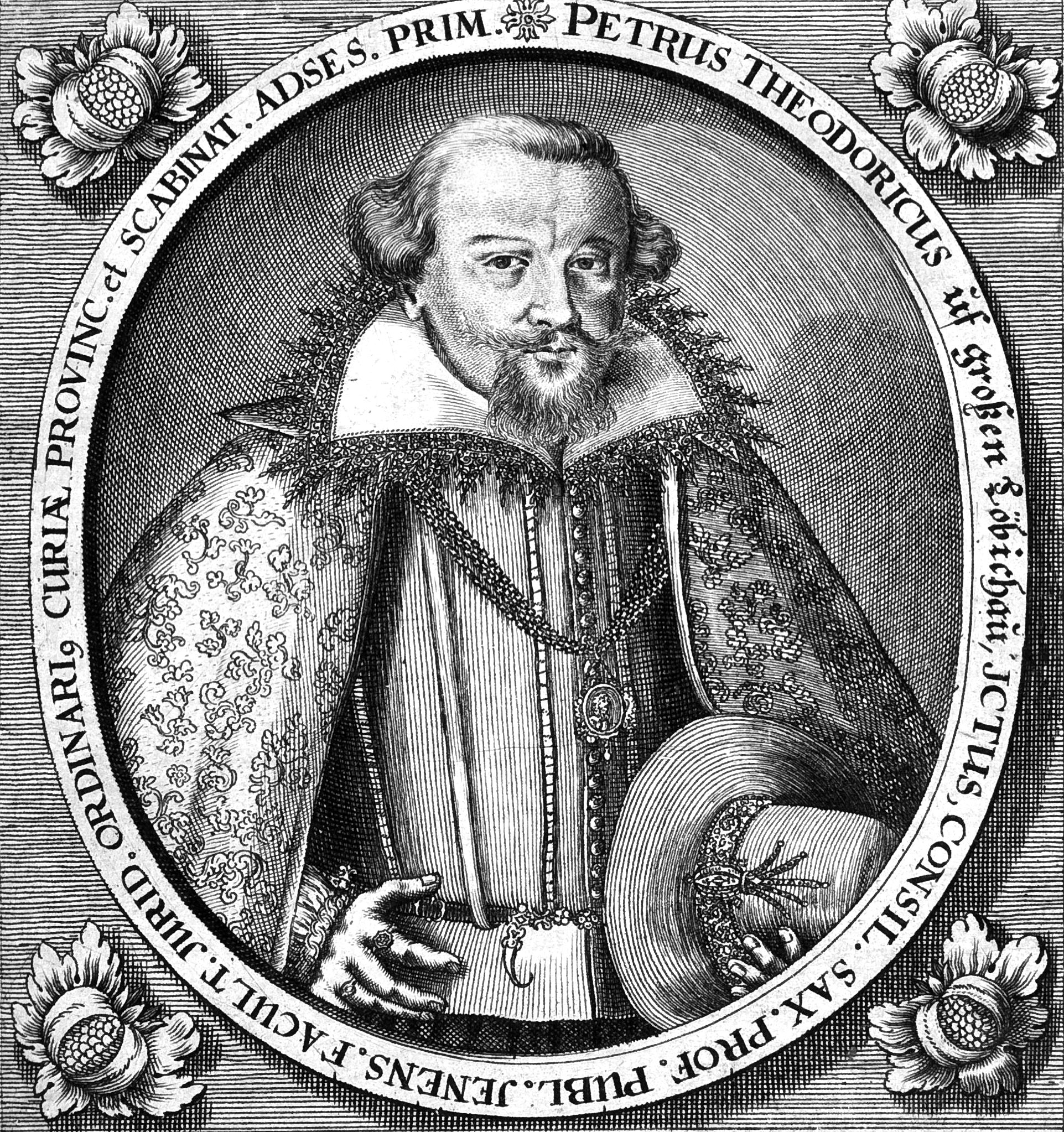
Peter Theodoricus

Peter Theodoricus auch: Dietrich, Thiederich (* 9. August 1580 in Crossen an der Elster; † 9. Mai 1640 in Jena) war ein deutscher Rechtswissenschaftler.

## Leben
Theodoricus war Sohn des Pfarrers Stephan Thiederich (latinisiert: Theodoricus, getauft 26. Dezember 1534; † 9. Januar 1606) und dessen aus Eisleben stammenden Frau Margaretha (geborene König). Sein Vater war Lehrer in Mansfeld und in Eisleben und ab 1665 Konrektor ebenda. Seine Mutter Margaretha entstammte einer Pfarrersfamilie.
Nach dem Besuch der Stiftschule in Zeitz bezog er im Sommersemester 1598 die Universität Jena, um Rechtsstudien zu absolvieren. Nach einem Studienwechsel an die Universität Leipzig kehrte er nach Jena zurück, wo er im Juni 1606 unter Johann Suevus zum Doktor der Rechte promovierte. Im März 1608 erhielt er eine Professur der Rechte an der Jenaer Salana. Im März 1616 wurde er Assessor am Hofgericht und Schöppenstuhl, danach fürstlicher Rat und 1635 Ordinarius der Juristenfakultät.
Zu seiner Zeit hatte sich Theodoricus einen ausgezeichneten Ruf als Strafrechtswissenschaftler erworben. Aufbauend auf der Rechtslehre des Petrus Ramus suchte er auf den Grundlagen des damaligen römischen Rechts, eine modernere Auffassung von Verbrechensahndung zu prägen. Somit legte er unter anderem die juristischen Grundlagen, auf welchen Benedikt Carpzov der Jüngere ein eigenständiges deutsches Rechtssystem etablierte. Theodoricus beteiligte sich auch an den organisatorischen Aufgaben der Salana. So war er mehrfach Dekan der Juristenfakultät und im Wintersemester 1611 sowie in den Sommersemestern 1620, 1632 und 1638 Rektor der Alma Mater. 1622 hatte sich der einflussreiche Jurist den Edelhof von Großlöbichau als Erbherr erworben.
Nach seinem Tod errichtete man in der Jenaer Kollegienkirche ein Epitaph, welches jedoch bei einem Bombenangriff im Februar 1945 zerstört wurde.

## Familie
Theodoricus war drei Mal verheiratet.
- 12. April 1608 in Leipzig mit Christina (geborene Schilter, * 10. Juni 1582; † 28. August 1611, starb an der Pest), die Tochter des Leipziger Theologieprofessors Zacharias Schilter.
  - Peter Erhard Theodoricus (* 10. Januar 1609; † 8. Mai 1619)
  - Peter Samuel Theodoricus (* um 1610; † 10. Juli 1634)
- 27. Oktober 1612 mit Margaretha (geborene Hilliger, * 4. Juni 1592; † 2. Oktober 1633), die Tochter des Freiberger Ratsherrn Oswald Hilliger (* 18. Januar 1550; † 11. November 1610) und dessen Frau Anna Schönlebe (* 1562; † 6. März 1646).
  - Anna Margaretha Theodoricus (16. Dezember 1613; † 20. Januar 1616)
  - Peter Christian Theodoricus (* 22. Oktober 1615; † 28. November 1615)
  - Peter Rudolph Theodoricus (* 1616; † 1. November 1696), Erb und Gerichtsherr in Großlöbichau
  - Peter Oswald Theodoricus, (* 13. Dezember 1627; † 13. September 1652)
  - mehrere weitere Kinder verstarben früh.
- 2. November 1635 mit Ursula (geborene Förster, verwitwete des Jeremias Husanus, * 21. März 1596; † 9. April 1651),[5] Tochter des Kanzlers von Sachsen Altenburg Elias Förster (* 18. Juli 1567; † 15. Februar 1625) und dessen 1. Frau Anna Ackermann (1575–1613).[6] Die Ehe blieb kinderlos.

## Werke (Auswahl)
- Ex Controverso Iure Civili, Canonico, Feudali, Saxonico, Et Provinciali Miscellanearum quaestionum decades tres. Jena 1606 (digitale.bibliothek.uni-halle.de).
- Collegium criminale. Jena 1608 (reader.digitale-sammlungen.de).
- Conclusiones ex iure Iustin. Feudali, Canonico, Saxonico, constitutionibus Electoralib. Recessib. Imperii Interpretib. Juris et Processu Judiciatio excerptas at congestat. Jena 1611 (reader.digitale-sammlungen.de).
- Membranae Iura Substitutionum Succincta Methodo Exhibentes. Jena 1612 (digitale.bibliothek.uni-halle.de).
- Ad difficiliores Pandectarum leges. Jena 1613.
- Disputatio inauguralis exhibens Illustrationes & Intellectus quorundam textuum Iuris Controversi. Jena 1614 (diglib.hab.de).
- Sequentes Conclusiones ex Iure Civili, Feudali, Canonico, Saxon. Recess. Imperii, Constitut. Elect. selectiss. Jena 1615 (Resp. Bernhard Behr, archive.thulb.uni-jena.de).
- De Furtis. Jena 1616 (gdz.sub.uni-goettingen.de).
- Disputatio De Reditibus. Jena 1618 (gdz.sub.uni-goettingen.de).
- Disputatio De Nominibus Cessis. Jena 1619 (gdz.sub.uni-goettingen.de).
- Disputatio Inauguralis De Laudemiis. Jena 1621 (archive.thulb.uni-jena.de).
- De Mutui Nummarii Solutione. Jena 1622 (gdz.sub.uni-goettingen.de).
- De Fideiussione Disputationem. Jena 1623 (digitale.bibliothek.uni-halle.de).
- Disputatio Inauguralis Ad Materiam Renunciationum In Genere Directa. Jena 1625 (digitale.bibliothek.uni-halle.de).
- Disputatio Criminalis De Homicidio Necessario. Jena 1626 (gdz.sub.uni-goettingen.de).
- Disputationem hanc Inauguralem De Pignorationibus. Jena 1628 (digitale.bibliothek.uni-halle.de).
- Inauguralis Ad Iuris publici, partem primam, De Iure Divino, Sacris Impp. Constitutionibus promulgato. Jena 1630 (digitale.bibliothek.uni-halle.de).
- Disputatio Iuridica De Nuptiis. Jena 1634 (archive.thulb.uni-jena.de).
- Disputatio Iuridica De Iniuriis Et Famosis Libellis. Jena 1635 (gdz.sub.uni-goettingen.de).
- Inauguralis Dissertatio Politico-Historico-Iuridica, De Iure Mercatorum Singulari. Jena 1636 (archive.thulb.uni-jena.de).
- Disp. Inaug de Successionibus Principum, Imperatorum et Electorum. Jena 1637 (daten.digitale-sammlungen.de).
- Disputatio Inauguralis continens Dubia Iuridica. Jena 1638 (gdz.sub.uni-goettingen.de).
- Iuridica Dissertatio De Tutelis. Jena 1639 (reader.digitale-sammlungen.de).
- De pactis successoriis. Jena 1671 (reader.digitale-sammlungen.de).